# أليسون ماكنزي
أليسون ماكنزي (بالإنجليزية: Allison McKenzie)‏ هي ممثلة بريطانية، ولدت في 11 أكتوبر 1979 بغلاسكو في المملكة المتحدة.

## وصلات خارجية
- أليسون ماكنزي على موقع IMDb (الإنجليزية)
- أليسون ماكنزي على موقع قاعدة بيانات الفيلم (الإنجليزية)